# 이나은 (배우)
이나은(1981년 6월 29일~)은 대한민국의 배우이다.

## 학력
- 동덕여자대학교 방송연예학과
- 고려대학교 언론대학원 방송영상학과

## 연기 활동

### 드라마
- 2005년: KBS2 수목드라마 《장밋빛 인생》
- 2006년: KBS2 아침드라마 《그 여자의 선택》
- 2006년: KBS2 수목드라마 《투명인간 최장수》
- 2008년: KBS2 월화드라마 《연애결혼》
- 2009년: SBS 아침연속극 《녹색마차》 ... 이영애 역
- 2011년: MBC 아침드라마 《위험한 여자》 ... 이서주 역
- 2021년: TV조선 토일드라마 《엉클》 ... 정수진 역

### 영화
- 2013년: 《용의자》 ... 광조 처 역